# Guli
Guli o Khuli (en ingúix: Хьули, Ḥuli) és un selo ubicat al districte de Dzheyrakhsky de la República d'Ingúixia, Rússia. Guli és el poble ancestral del clan Ingúix (teip) Hulakhoy (en ingúix: Хьулахой).

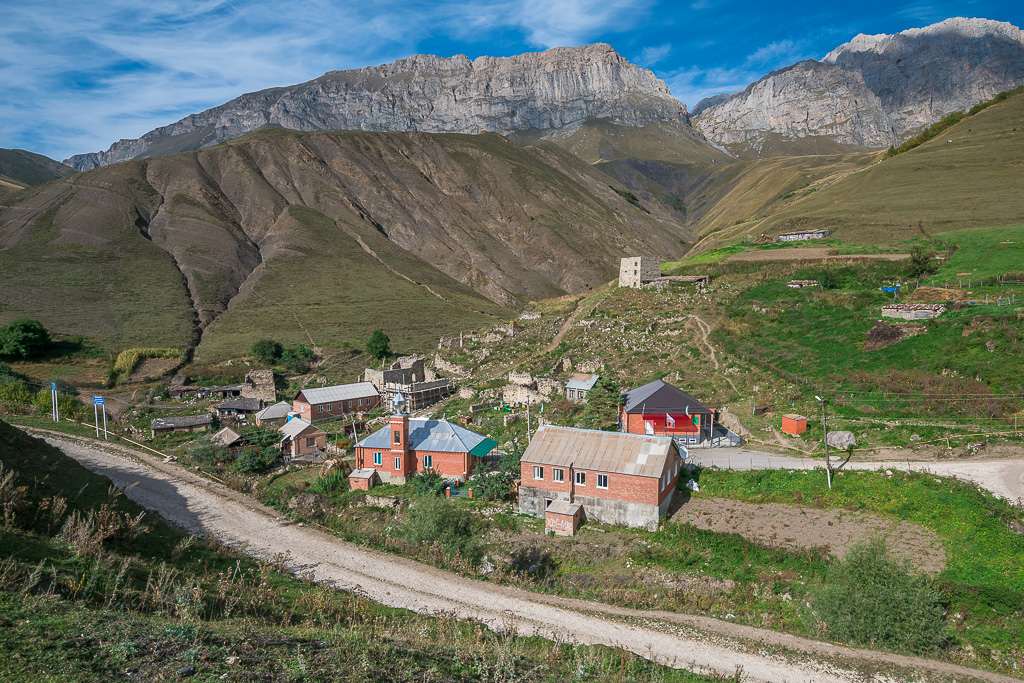
Guli